# Serie de Béisbol del Caribe Nicaragüense
Serie de Béisbol del Caribe Nicaragüense (anteriormente llamada "Serie de Béisbol del Atlántico") es un evento deportivo, que reúne a los equipos de  béisbol categoría "Mayor A" representativos de los municipios pertenecientes a las regiones autónomas Norte y Sur de la Costa Caribe nicaragüense.

## Fundación
En mayo de 1952 inició el proyecto de la Serie de Béisbol del Atlántico siendo sus promotores Alex Narváez, Tito Tejada, Sebastián Arana, Francisco Morales y Francisco Pinell, quienes impulsaron la iniciativa de realizar juegos entre los equipos de béisbol Campeones de los municipios del entonces Departamento de Zelaya.
Según el libro de Actas, el torneo se denominaría "Serie del Atlántico" con su respectivo "Congresillo Deportivo".
La primera serie contó con la participación de cuatro equipos: Bluefields, Bonanza, Puerto Cabezas y Suina. El primer equipo campeón fue Puerto Cabezas que también fue la sede.
En la segunda serie celebrada en Bluefields compitieron los mismos cuatro equipos fundadores. Siuna fue el equipo campeón.
Karawala se incorporó para las series de 1954 -con Bonanza ganando el campeonato- y 1955 con Puerto Cabezas obteniendo su segundo título. 
Durante la quinta serie efectuada en Bluefields en 1956, debutó el equipo de Rama. El equipo local se alzó con el título de campeón. También ganó el Campeonato Nacional de Béisbol al superar al equipo ENALUF en el entonces Estadio Nacional de Managua. En 1975 Bonanza repetiría esta hazaña, al coronarse en el Campeonato Nacional en la ciudad de Somoto.

## SigloXXI
Los equipos participantes son dividos en dos grupos, el grupo A con 7 equipos y el grupo B con 8 equipos.

## Palmarés
| Año  | Sede           | Campeón        | Subcampeón | Récord |
| ---- | -------------- | -------------- | ---------- | ------ |
| 1952 | Puerto Cabezas | Puerto Cabezas |            |        |
| 1953 | Siuna          | Siuna          |            |        |
| 1954 | Bluefields     | Bonanza        |            |        |
| 1955 | Puerto Cabezas | Puerto Cabezas |            |        |
| 1956 | Bluefields     | Bluefields     |            |        |
| 1957 | Siuna          | Siuna          |            |        |
| 1958 | Bonanza        | Bluefields     |            |        |
| 1959 | Puerto Cabezas | Bluefields     |            |        |
| 1960 | Waspam         | Bluefields     |            |        |
| 1961 | Bluefields     | Bluefields     |            |        |
| 1962 | Siuna          | Rosita         |            |        |
| 1963 | Rosita         | Rosita         |            |        |
| 1964 | Puerto Cabezas | Rosita         |            |        |
| 1965 | Waspam         | Bluefields     |            |        |
| 1966 | Bluefields     | Bluefields     |            |        |